# Kućna automatizacija
Kućna automatizacija ili domotics je automatizacija građevine specifično namenjene za stanovanje, koja se još naziva pametna kuća ili pametan dom. Uključuje kontrolu i automatizaciju osvetljenja, grejanja (kao što su pametni termostati), ventilacija, klima uređaj (HVAC) i bezbednosti, kao i kućnih aparata kao što su veš mašine i mašine za sušenje veša, rerne ili frižideri i zamrzivači. Wi-Fi se često koristi za daljinsko upravljanje i kontrolu kada se kućnim uređajima upravlja sa udaljenosti i kontroliše preko interneta. Gore navedeni uređaji spadaju u koncept Internet of Things. Moderni sistemi se generalno sastoje od prekidača i senzora povezanih na centralne hubove (često nazvane gateway) pomoću kojeg je sistem kontrolisan preko korisničkog inetrfejsa sa kojim se komunicira (ili preko aplikacija na mobilnom telefonu, kompjuteru ili na web interfejsu, često ali ne uvek preko internet cloud servisa).
Iako je velika konkurencija na tržištu, postoji jako mali broj prihvaćenih industrijskih standarda i prostor pametnih kuća je dosta podeljen. Proizvođači često sprečavaju nezavisne implementacije pametnih kuća tako što povlače dokumentacije preko sudskih parnica.

## Istorija
Rana automatizacija domova počela je sa mašinama koje smanjuju fizički rad vlasnika. Kućni aparati koji rade na struju ili gas postali su validna opcija početkom dvadesetog veka sa predstavljanjem električne energije koja je dovela do pojave mašina za veš (1904), bojlera (1889), frižidera, mašina za šivenje, mašine za pranje sudova i mašina za sušenje veša.
Godine 1975. je razvijena prva tehnologija za automatizaciju kuće, nazvana X10. Bio je to protokol za komunikaciju električnih uređaja. Primarno koristi žice koje prenose struju za prenos signala i naredbi, gde ti signali uključuju pojedine radio frekvencije digitalnih podataka.
Prema Li et al. (2016) postoje tri generacije automatizacije domova:
1. Prva generacija: Bežična tehnologija sa proxy serverom, e.g. Zigbee automatizacija;
2. Druga generacija: Elekronski uređaji kontrolisani veštačkom inteligencijom, e.g. Amazon Echo;
3. Treća generacija: Prijateljski robot koji razgovara sa ljudima, e.g. Robot Rovio, Roomba.

Reč "domotics" (i "domotica" kada se koristi glagol) je spoj od latinske reči za dom ( domus) i reči robotika.

## Tehnologije i primene
- Grejanje, ventilacija i klima uređaj (HVAC): moguće je daljinski upravljati putem interneta pomoću jednostavnog korisničkog interfejsa.[8][9]
- Lighting control system
- Bezbednost: kućni bezbednosni sistem integrisan sa sistemom automatizacije može da ponudi dodatne usluge poput daljinskog pregleda bezbednosnih kamera preko interneta ili zaključavanje svih vrata i prozora.[10]
- Detekcija poplava, dima i ugljen monoksida[11][12]
- Indoor positioning system
- Home automation for the elderly and disabled
- Briga o kućnim ljubimcima, kao na primer praćenje njihovog kretanja.[13]

## Implementacije, kritike i kontroverze
Consumer Reports je našao dve velike brige za potrošače:
- WiFi konekcija može biti ranjiva na hakovanje.
- Tehnologija je još uvek u jako ranoj fazi razvoja, i može da se ispostavi da su potrošači investirali u nešto što je napuštena roba (eng. "abandonware"). U 2014, Google je kupio kompaniju koja prodaje kućne automatizacijskse sisteme i integrisao ga sa Nest-om da bi 2016 ugasilli servere na koje se Revolv Hub oslanjao, ostavivši hardver beskorisnim.[15]

Microsoft Research je 2011 došao do saznanja da automatizacija kuća uključuje velike troškove vlasnika, manjak fleksibilnosti između povezanih uređaja i slabo upravljanje.
Istorijski sistemi su prodavani kao kompletni sistemi gde se potrošač oslanjao na jednog konkretnog proizvođača za ceo sistem, uključujući hardver, komunikacijski protokol, centrealni hub i korisnički interfejs. Ali ipak, danas postoje open source softverski sistemi koji mogu da se koriste sa vlasnikovim hardverom.
Automatizacija kuća pati od platformske nekompatibilnosti i manjka tehničkih standarda u situaciji gde se razni uređaji kućne automatizacije žestoko razlikuju i u hardveru i u softveru, što čini zadatak razvoja aplikacija preteškim. Potrošaču danas IOT predstavlja veliki rizik.
Priroda uređaja za kućnu automatizaciju takođe može da bude problem bezbednosti, s obzirom da popravke pronađenih grešaka u glavnim delovima sistema često ne dođu do svih korisnika. Pojedina istraživanja govore da neuspeh proizvođača da podrže starije uređaje sa pečevima i ažuriranjima ostavljaju više od 87% aktivnih uređaja ranjivim.

## Galerija
- Domestic patch panel.
- Laptop korišćen za kućnu automatizaciju Sprinkler sistema